# Girardia anceps
Girardia anceps és una espècie de triclàdide dugèsid que habita a l'aigua dolça d'Amèrica del Sud.
És la planària més abundant als rierols del sud de la província de Buenos Aires.

## Taxonomia
G. anceps va ser descrita per primera vegada per Borelli l'any 1895 a partir d'individus de Paraguai sota el nom de Planaria dubia. L'any 1930, Roman Kenk va canviar-ne el nom per Euplanaria (Euplanaria) anceps, ja que P. dubia s'havia emprat anteriorment per a designar una espècie diferent.
L'any 1902, Böhmig va descriure un espècimen collit del Riu de la Plata, a prop de Buenos Aires, i després de reexaminar els talls que havia fet Borelli la va assignar a Planaria dubia, amb certs dubtes. Més endavant, l'any 1959, Hyman va creure que l'espècimen de Böhmig podria pertànyer a una raça geogràfica de Dugesia sanchezi (actualment Girardia sanchezi), que habita a Xile. Aquesta assignació va ser acceptada per Ball l'any 1969. L'any 1974, Roman Kenk va afirmar que les planàries del Riu de la Plata eren en realitat Girardia anceps (en aquell moment Dugesia anceps) però afegint un símbol d'interrogació, una espècie diferent de G. sanchezi.
La presència de G. anceps a Buenos Aires va ser confirmada per Durán-Troise & Lustig l'any 1970 després de fer-ne una anàlisi cariològica. Els seus espècimens s'havien collit d'una bassa del Museo Argentino de Ciencias Naturales Bernardino Rivadavia. La identificació va ser feta per Mario Benazzi, però no es va publicar una descripció exhaustiva del material.
Finalment, Cazzaniga i Curino van col·lectar espècimens de Bahía Blanca que van permetre concloure que les Planaria dubia de Borelli (1895) i Böhmig (1902) pertanyien al mateix tàxon que el material que ells van analitzar, Girardia anceps.

## Distribució
G. anceps habita a Paraguai i l'Argentina.